# Guitarra ressonadora

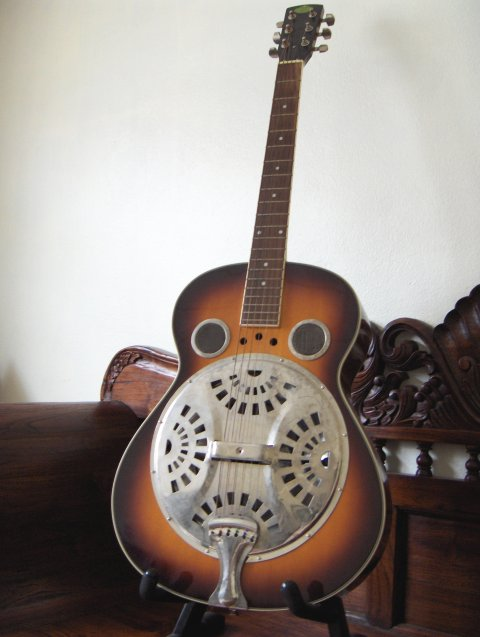
Guitarra ressonadora di-cone

Guitarra ressonadora, também conhecida como Violão de aço ou Dobro, é uma guitarra acústica em que o som é produzido por ressonadores com formato de cones de metal, invés do comum tampão de madeira (face da guitarra), com um slide de metal ou vidro. As guitarras ressonadoras foram produzidas com o objetivo de terem o som mais alto do que as guitarras comuns, produzindo um som alto estridente, mesmo sem amplificadores eletrônicos ou qualquer equipamento similar, podendo ser ouvida em grandes salões ou áreas de ar livre.

Estas guitarras tornaram-se apreciadas por essa característica peculiar por gêneros como rock, blues e country music. 

O Corpo dessas guitarras são diferentes em geral do corpo da guitarra comum: A ponte está ligada ou ao centro do cone ou à borda (por uma "aranha" de alumínio), e assim as vibrações das cordas são ampliadas e saem através da placa perfurada na parte superior. Também muitas guitarras desse estilo são feitas integralmente de aço, ferro ou alumínio para aumentar ainda mais a ressonância do som.

Comumente, as guitarras ressonadoras tem apenas um cone, mas algumas também possuem três (chamadas tri-cones).

## Estilo/Design
As guitarras ressonadoras geralmente possuem dois estilos já de fabricação:

- Com o Braço quadrado, como o violão de aço
- Com o Braço redondo, como qualquer estilo de guitarras

As guitarras ressonadoras podem ter três tipos quanto à ressonância, correlacionado com o número de cones ressonantes:

- Tri-cone, clássica
- Cone único, mais comum
- Cone único invertido, da dobro

Além dos citados, existem muitas variações de estilo/design de guitarras ressonadoras, como com o corpo, por exemplo, que pode ser feito de madeira, metal, ou outros materiais.